# 布尔南维尔-法沃罗勒
布尔南维尔-法韦罗勒（法語：Bournainville-Faverolles，法語發音：[buʁnɛ̃vil favʁɔl]）是法国厄尔省的一个市镇，位于该省西部，属于贝尔奈区。该市镇于1964年由原市镇布尔南维尔（Bournainville）和法沃罗勒莱马尔（Faverolles-les-Mares）合并而成。

## 地理
布尔南维尔-法沃罗勒（49°7'37"N, 0°29'17"E）面积6.96 平方千米，位于法国诺曼底大区厄尔省，该省份为法国北部内陆省份，北起滨海塞纳省，西接奧恩省和卡爾瓦多斯省，南至厄尔-卢瓦省，东临瓦兹省、瓦兹河谷省和伊夫林省。
与布尔南维尔-法沃罗勒接壤的市镇（或旧市镇、城区）包括：德吕库尔、迪朗维尔、马卢伊、圣樊尚迪布莱、圣马丹迪蒂约勒。
布尔南维尔-法沃罗勒的时区为UTC+01:00、UTC+02:00（夏令时）。

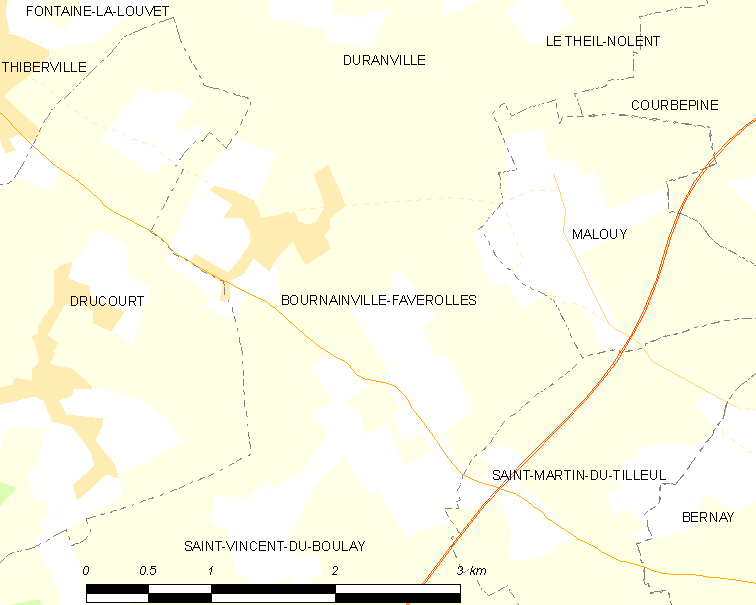
布尔南维尔-法沃罗勒的OSM定位图

## 行政
布尔南维尔-法沃罗勒的邮政编码为27230，INSEE市镇编码为27106。

## 政治
布尔南维尔-法沃罗勒所属的省级选区为伯兹维尔县。

## 人口

1962-2008年间布尔南维尔-法沃罗勒人口变化图示

布尔南维尔-法沃罗勒于2022年1月1日时的人口数量为486人。